# Superliga de Serbia
La Superliga de Serbia (en serbio: Суперлига Србије, Superliga Srbije; oficialmente Jelen Superliga y anteriormente Meridian Superliga por motivos de patrocinio) es la máxima categoría del fútbol profesional en Serbia, la Superliga se fundó en 2006 después de la disolución del estado antiguo denominado Yugoslavia y por consiguiente del término de la Primera División de Serbia y Montenegro. La liga está organizada por la Asociación de Fútbol de Serbia y se encuentra actualmente en el puesto número 18º del ranking UEFA.

## Historia
Los clubes serbios competían en la Primera Liga de Yugoslavia, esta competición se formó en 1923 y permaneció activa hasta 1992 cuando tras la disolución de Yugoslavia abandonaron la competición los clubes de Croacia, Eslovenia, Bosnia-Herzegovina y Macedonia del Norte, Así en 1992 nace la Primera División de la República Federal de Yugoslavia con clubes de Serbia y de Montenegro. Esta denominación se mantuvo hasta el año 2003, cuando el país pasó a llamarse Serbia y Montenegro y el campeonato Primera División de Serbia y Montenegro, nombre que se mantuvo hasta 2006, cuando Montenegro logró su independencia y ambas repúblicas formaron sus propias ligas, la Primera División de Montenegro y la Superliga Serbia.
La naciente Superliga Serbia se declaró oficialmente la sucesora del historial y del palmarés de la Primera División de la República Federal de Yugoslavia y de Serbia y Montenegro. En este periodo comprendido entre 1992 y 2006 un total de 41 equipos participaron en la máxima categoría, siendo 34 de Serbia, 6 de Montenegro y uno de Bosnia-Herzegovina el FK Borac Banja Luka que jugó temporalmente en Serbia a principios de 1990. Un total de 3 equipos fueron campeones en este periodo, todos de Serbia, el FK Partizan (8 títulos), Estrella Roja FC (5) y FK Obilić (1).

## Formato
A partir de la temporada 2009-10 la liga pasó a estar compuesta por 16 clubes, iniciándose en agosto y finalizando en el mes de mayo del año siguiente con un receso invernal de casi dos meses entre mediados de diciembre a mediados de febrero. Así se enfrentan todos los equipos entre sí con un partido en casa y otro fuera, hasta completar 30 jornadas, según el calendario establecido por la Asociación de Fútbol de Serbia. Anteriormente, con la liga de 12 equipos, la temporada constaba de tres vueltas y de 33 jornadas en total. Debido a la pandemia del coronavirus, al final de la temporada 2019-20 no se produjeron descensos, ampliándose la liga a 20 equipos con los cuatro ascendidos desde la Prva Liga.
Los últimos dos clubes clasificados descienden a la Primera División Serbia la Prva Liga, mientras el antepenúltimo colocado disputa un desempate con el tercer clasificado de la segunda categoría por otro cupo en la Superliga.

## Clasificación a competiciones internacionales
Actualmente, la SuperLiga Serbia otorga tres cupos para los campeonatos europeos internacionales. El campeón de liga se clasifica directamente a la segunda fase de clasificación de la Liga de Campeones de la UEFA, mientras el segundo y el tercer clasificado más el campeón de la Copa de Serbia juegan la segunda ronda previa de la Liga Europea de la UEFA.

## Equipos de la temporada 2025-26
| Equipo                    | Ciudad       | Estadio                    | Capacidad |
| ------------------------- | ------------ | -------------------------- | --------- |
| OFK Belgrado              | Belgrado     | Omladinski Stadion         | 19,100    |
| FK Čukarički              | Belgrado     | Čukarički Stadium          | 4,070     |
| FK IMT                    | Novi Beograd | Stadion Shopping Center    | 5,175     |
| FK Javor Ivanjica         | Ivanjica     | Stadion kraj Moravice      | 5,000     |
| FK Mladost Lučani         | Lučani       | Mladost Stadium            | 5,944     |
| FK Napredak Kruševac      | Kruševac     | Mladost Stadium            | 10,331    |
| FK Partizan               | Belgrado     | Partizan Stadium           | 32,710    |
| FK Radnik Surdulica       | Surdulica    | Surdulica City Stadium     | 3,312     |
| FK Radnički 1923          | Kragujevac   | Čika Dača Stadium          | 15,100    |
| FK Radnički Niš           | Niš          | Čair Stadium               | 18,151    |
| Estrella Roja de Belgrado | Belgrado     | Rajko Mitić Stadium        | 55,538    |
| FK Spartak Subotica       | Subotica     | Subotica City Stadium      | 13,000    |
| FK Vojvodina              | Novi Sad     | Karađorđe Stadium          | 14,458    |
| TSC Bačka Topola          | Bačka Topola | TSC Arena                  | 4,500     |
| FK Železničar Pančevo     | Pančevo      | Stadion SC Mladost         | 2,300     |
| FK Novi Pazar             | Novi Pazar   | Gradski Stadion Novi Pazar | 15,000    |

## Palmarés
- Para la lista de campeones de liga anterior a 1993 véase Primera Liga de Yugoslavia.

### República Federal de Yugoslavia / Serbia y Montenegro
| Temporada | Campeón       | Subcampeón    | Tercero             | Máximo goleador                | Club                       | Goles |
| --------- | ------------- | ------------- | ------------------- | ------------------------------ | -------------------------- | ----- |
| 1992-93   | FK Partizan   | Estrella Roja | FK Vojvodina        | Anto Drobnjak Vesko Mihajlović | Estrella Roja FK Vojvodina | 22    |
| 1993-94   | FK Partizan   | Estrella Roja | FK Vojvodina        | Savo Milošević                 | FK Partizan                | 21    |
| 1994-95   | Estrella Roja | FK Partizan   | FK Vojvodina        | Savo Milošević                 | FK Partizan                | 30    |
| 1995-96   | FK Partizan   | Estrella Roja | FK Vojvodina        | Vojislav Budimirović           | FK Čukarički               | 23    |
| 1996-97   | FK Partizan   | Estrella Roja | FK Vojvodina        | Zoran Jovičić                  | Estrella Roja              | 21    |
| 1997-98   | FK Obilić     | Estrella Roja | FK Partizan         | Saša Marković                  | Estrella Roja              | 27    |
| 1998-99   | FK Partizan   | FK Obilić     | Estrella Roja       | Dejan Osmanović                | FK Hajduk Kula             | 16    |
| 1999-00   | Estrella Roja | FK Partizan   | FK Obilić           | Mateja Kežman                  | FK Partizan                | 27    |
| 2000-01   | Estrella Roja | FK Partizan   | FK Obilić           | Petar Divić                    | OFK Belgrado               | 27    |
| 2001-02   | FK Partizan   | Estrella Roja | FK Sartid Smederevo | Zoran Đurašković               | FK Mladost Lučani          | 27    |
| 2002-03   | FK Partizan   | Estrella Roja | OFK Belgrado        | Zvonimir Vukić                 | FK Partizan                | 22    |
| 2003-04   | Estrella Roja | FK Partizan   | FK Železnik         | Nikola Žigić                   | Estrella Roja              | 19    |
| 2004-05   | FK Partizan   | Estrella Roja | FK Zeta Golubovci   | Marko Pantelić                 | Estrella Roja              | 21    |
| 2005-06   | Estrella Roja | FK Partizan   | FK Voždovac         | Srđan Radonjić                 | FK Partizan                | 20    |

### Superliga Serbia
| Temporada | Campeón       | Subcampeón          | Tercero             | Máximo goleador                             | Club                                  | Goles |
| --------- | ------------- | ------------------- | ------------------- | ------------------------------------------- | ------------------------------------- | ----- |
| 2006-07   | Estrella Roja | FK Partizan         | FK Vojvodina        | Srđan Baljak                                | FK Banat Zrenjanin                    | 18    |
| 2007-08   | FK Partizan   | Estrella Roja       | FK Vojvodina        | Nenad Jestrović                             | Estrella Roja                         | 13    |
| 2008-09   | FK Partizan   | FK Vojvodina        | Estrella Roja       | Lamine Diarra                               | FK Partizan                           | 19    |
| 2009-10   | FK Partizan   | Estrella Roja       | OFK Belgrado        | Dragan Mrđa                                 | FK Vojvodina                          | 22    |
| 2010-11   | FK Partizan   | Estrella Roja       | FK Vojvodina        | Ivica Iliev Andrija Kaluđerović             | FK Partizan Estrella Roja             | 13    |
| 2011-12   | FK Partizan   | Estrella Roja       | FK Vojvodina        | Darko Spalević                              | FK Radnički Kragujevac                | 19    |
| 2012-13   | FK Partizan   | Estrella Roja       | FK Vojvodina        | Miloš Stojanović                            | FK Jagodina                           | 19    |
| 2013-14   | Estrella Roja | FK Partizan         | FK Jagodina         | Dragan Mrđa                                 | Estrella Roja                         | 19    |
| 2014-15   | FK Partizan   | Estrella Roja       | FK Čukarički        | Patrick Friday Eze                          | FK Mladost Lučani                     | 15    |
| 2015-16   | Estrella Roja | FK Partizan         | FK Čukarički        | Aleksandar Katai                            | Estrella Roja                         | 21    |
| 2016-17   | FK Partizan   | Estrella Roja       | FK Vojvodina        | Uroš Đurđević Leonardo da Silva             | FK Partizan                           | 24    |
| 2017-18   | Estrella Roja | FK Partizan         | FK Radnički Niš     | Aleksandar Pešić                            | Estrella Roja                         | 25    |
| 2018-19   | Estrella Roja | FK Radnički Niš     | FK Partizan         | Nermin Haskić                               | FK Radnički Niš                       | 24    |
| 2019-20   | Estrella Roja | FK Partizan         | FK Vojvodina        | Vladimir Silađi Nenad Lukić Nikola Petković | FK TSC Bačka Topola FK Javor Ivanjica | 16    |
| 2020-21   | Estrella Roja | FK Partizan         | FK Čukarički        | Milan Makarić                               | FK Radnik Surdulica                   | 25    |
| 2021-22   | Estrella Roja | FK Partizan         | FK Čukarički        | Ricardo Gomes                               | FK Partizan                           | 29    |
| 2022-23   | Estrella Roja | FK TSC Bačka Topola | FK Čukarički        | Ricardo Gomes                               | FK Partizan                           | 19    |
| 2023-24   | Estrella Roja | FK Partizan         | FK TSC Bačka Topola | Matheus Saldanha                            | FK Partizan                           | 17    |
| 2024-25   | Estrella Roja | FK Partizan         | FK Novi Pazar       | Cherif Ndiaye                               | Estrella Roja                         | 19    |

## Títulos por club (desde 1993)
| Club                      | Títulos | Subtítulos | Tercero | Años de los campeonatos                                                                        |
| ------------------------- | ------- | ---------- | ------- | ---------------------------------------------------------------------------------------------- |
| Estrella Roja de Belgrado | 16      | 15         | 2       | 1995, 2000, 2001, 2004, 2006, 2007, 2014, 2016, 2018, 2019, 2020, 2021, 2022, 2023, 2024, 2025 |
| FK Partizan               | 16      | 14         | 2       | 1993, 1994, 1996, 1997, 1999, 2002, 2003, 2005, 2008, 2009, 2010, 2011, 2012, 2013, 2015, 2017 |
| FK Obilić Belgrado        | 1       | 1          | 2       | 1998                                                                                           |
| FK Vojvodina Novi Sad     | –       | 1          | 12      | ---                                                                                            |
| FK Radnički Niš           | –       | 1          | 1       | ---                                                                                            |
| TSC Bačka Topola          | –       | 1          | 1       | ---                                                                                            |
| FK Čukarički              | –       | –          | 5       | ---                                                                                            |
| OFK Belgrado              | –       | –          | 2       | ---                                                                                            |
| FK Sartid Smederevo       | –       | –          | 1       | ---                                                                                            |
| FK Železnik               | –       | –          | 1       | ---                                                                                            |
| FK Voždovac               | –       | –          | 1       | ---                                                                                            |
| FK Zeta Golubovci         | –       | –          | 1       | ---                                                                                            |
| FK Jagodina               | –       | –          | 1       | ---                                                                                            |
| FK Novi Pazar             | –       | –          | 1       | ---                                                                                            |

### Total campeonatos por club (1923-2025)
- Se consideran los campeonatos nacionales de la antigua Yugoslavia ganados por equipos serbios.
| Club                      | Títulos | Años de los campeonatos |
| ------------------------- | ------- | --- |
| Estrella Roja de Belgrado | 36      | 1946, 1951, 1953, 1956, 1957, 1959, 1960, 1964, 1968, 1969, 1970, 1973, 1977, 1980, 1981, 1984, 1988, 1990, 1991, 1992, 1995, 2000, 2001, 2004, 2006, 2007, 2014, 2016, 2018, 2019, 2020, 2021, 2022, 2023, 2024, 2025 |
| FK Partizan               | 27      | 1947, 1949, 1961, 1962, 1963, 1965, 1976, 1978, 1983, 1986, 1987, 1993, 1994, 1996, 1997, 1999, 2002, 2003, 2005, 2008, 2009, 2010, 2011, 2012, 2013, 2015, 2017                                                       |
| OFK Belgrado (BSK)        | 5       | 1931, 1933, 1935, 1936, 1939 |
| SK Jugoslavija            | 2       | 1924, 1925 |
| FK Vojvodina Novi Sad     | 2       | 1966, 1989 |
| FK Obilić                 | 1       | 1998 |

## Estadísticas

### Máximos goleadores
- Actualizado a marzo de 2024.
| Jugador | Jugador                 | Periodo       | Goles |
| ------- | ----------------------- | ------------- | ----- |
| 1       | Milan Bojović           | 2007–presente | 103   |
| 2       | Aleksandar Katai        | 2010–presente | 100   |
| 3       | Andrija Kaluđerović     | 2006–2022     | 80    |
| 4       | Milan Pavkov            | 2015–presente | 78    |
| 5       | Mirko Ivanić            | 2013–presente | 69    |
| 6       | Ricardo Gomes           | 2018–2023     | 68    |
| 7       | Ognjen Mudrinski        | 2009–presente | 66    |
| 8       | El Fardou Ben Nabouhane | 2018–2022     | 65    |
| 9       | Lamine Diarra           | 2007–2012     | 56    |
| 10      | Dragan Mrđa             | 2008–2014     | 54    |

## Clasificación histórica
- Clasificación histórica desde la instauración de la Superliga Serbia en la temporada 2006-07, hasta finalizada la Superliga 2022-23. Un total de 39 clubes han formado parte de la máxima categoría del fútbol serbio. Solo tres clubes han disputado las 17 temporadas consideradas, estos son Estrella Roja de Belgrado, FK Partizan Belgrado y FK Vojvodina Novi Sad. Se contabilizan tres puntos por victoria, uno por empate y cero por derrota.

|  | Clubes en Superliga 2023–24 |

| Pos | Club                        | Temp. | PD  | PG  | PE  | PP  | GF   | GC  | Pts  |
| --- | --------------------------- | ----- | --- | --- | --- | --- | ---- | --- | ---- |
| 1   | Estrella Roja de Belgrado   | 17    | 568 | 436 | 81  | 51  | 1264 | 391 | 1389 |
| 2   | FK Partizan                 | 17    | 568 | 403 | 92  | 73  | 1176 | 393 | 1301 |
| 3   | FK Vojvodina Novi Sad       | 17    | 568 | 274 | 140 | 154 | 795  | 556 | 962  |
| 4   | FK Čukarički                | 14    | 476 | 199 | 116 | 161 | 623  | 543 | 713  |
| 5   | FK Spartak Subotica         | 14    | 470 | 167 | 121 | 182 | 552  | 599 | 622  |
| 6   | FK Radnički Niš             | 11    | 380 | 152 | 103 | 125 | 469  | 435 | 559  |
| 7   | FK Voždovac                 | 11    | 381 | 136 | 85  | 161 | 421  | 491 | 493  |
| 8   | FK Rad Belgrado             | 13    | 429 | 129 | 105 | 195 | 418  | 551 | 492  |
| 9   | FK Napredak Kruševac        | 12    | 409 | 131 | 98  | 180 | 430  | 513 | 491  |
| 10  | FK Javor Ivanjica           | 12    | 399 | 115 | 122 | 162 | 392  | 491 | 467  |
| 11  | FK Mladost Lučani           | 10    | 353 | 124 | 94  | 135 | 406  | 473 | 466  |
| 12  | OFK Belgrado                | 10    | 315 | 112 | 64  | 139 | 345  | 399 | 400  |
| 13  | FK Borac Čačak              | 10    | 329 | 89  | 89  | 151 | 277  | 408 | 356  |
| 14  | FK Novi Pazar               | 9     | 306 | 93  | 73  | 140 | 308  | 424 | 352  |
| 15  | FK Radnik Surdulica         | 8     | 290 | 90  | 76  | 124 | 310  | 404 | 346  |
| 16  | FK Jagodina                 | 8     | 250 | 87  | 60  | 103 | 268  | 296 | 321  |
| 17  | FK Hajduk Kula              | 7     | 218 | 64  | 59  | 95  | 194  | 248 | 251  |
| 18  | FK Metalac Gornji Milanovac | 7     | 239 | 59  | 66  | 114 | 217  | 334 | 243  |
| 19  | FK TSC Bačka Topola         | 4     | 142 | 69  | 33  | 40  | 244  | 172 | 240  |
| 20  | FK Radnički Kragujevac      | 6     | 194 | 49  | 59  | 86  | 181  | 256 | 206  |
| 21  | FK Smederevo                | 6     | 185 | 50  | 42  | 93  | 153  | 240 | 192  |
| 22  | FK Sloboda Užice            | 4     | 120 | 45  | 32  | 43  | 136  | 145 | 167  |
| 23  | FK Proleter Novi Sad        | 4     | 142 | 40  | 36  | 66  | 129  | 187 | 156  |
| 24  | FK BSK Borča                | 4     | 120 | 31  | 30  | 59  | 91   | 170 | 126  |
| 25  | OFK Bačka Bačka Palanka     | 4     | 149 | 32  | 26  | 91  | 123  | 246 | 122  |
| 26  | FK Mačva Šabac              | 4     | 142 | 30  | 30  | 82  | 106  | 224 | 120  |
| 27  | FK Banat Zrenjanin          | 3     | 98  | 25  | 26  | 47  | 91   | 141 | 101  |
| 28  | FK Donji Srem               | 3     | 90  | 22  | 26  | 42  | 80   | 116 | 92   |
| 29  | FK Inđija                   | 3     | 98  | 24  | 14  | 60  | 84   | 161 | 86   |
| 30  | FK Zemun Belgrado           | 3     | 106 | 18  | 26  | 62  | 92   | 163 | 80   |
| 31  | FK Kolubara Lazarevac       | 2     | 74  | 25  | 12  | 37  | 70   | 122 | 78   |
| 32  | FK Bežanija Novi Beograd    | 2     | 65  | 17  | 16  | 32  | 67   | 89  | 67   |
| 33  | FK Mladost Apatin           | 1     | 32  | 11  | 8   | 13  | 25   | 33  | 41   |
| 34' | FK Dinamo Vranje            | 1     | 37  | 9   | 6   | 22  | 24   | 67  | 33   |
| 35  | FK Mladost Novi Sad         | 1     | 37  | 6   | 12  | 19  | 25   | 49  | 30   |
| 36  | FK Zlatibor Čajetina        | 1     | 38  | 7   | 8   | 23  | 28   | 64  | 29   |
| 37  | FK Mladi Radnik Požarevac   | 1     | 30  | 5   | 10  | 15  | 19   | 47  | 25   |
| 38  | FK IMT Belgrado             | 0     | 0   | 0   | 0   | 0   | 0    | 0   | 0    |
| 39  | FK Železničar Pančevo       | 0     | 0   | 0   | 0   | 0   | 0    | 0   | 0    |